# Прокуравська сільська рада
| Прокуравська сільська рада — колишній орган місцевого самоврядування у Косівському районі Івано-Франківської області з адміністративним центром у с. Прокурава. Утворена в 1990 році. Водоймища на території, підпорядкованій даній раді: р. Пістонька. Сільській раді підпорядковані населені пункти: - с. Прокурава |

## Склад ради
Рада складається з 16 депутатів та голови.

### Керівний склад ради
| ПІБ                 | Основні відомості                                                           | Дата обрання | Дата звільнення |
| ------------------- | --------------------------------------------------------------------------- | ------------ | --------------- |
| Лесюк Іван Петрович | Сільський голова, 1964 року народження, освіта, член Народного Руху України | 26.03.2006   | 31.10.2010      |
| Лесюк Іван Петрович | Сільський голова, 1964 року народження, освіта, член Народного Руху України | 31.10.2010   |                 |

Примітка: таблиця складена за даними джерела